# Johan Bergman Olson
Johan Bergman Olson, född 5 juni 1800 i Nederkalix socken, död 30 januari 1865 i Stockholm, var en svensk grosshandlare, sågverksägare och skeppsredare.
Johan Bergman Olson föddes i byn Näsbyn, där fadern Olof Samuelsson Berg var bonde och gästgivare. Det fanns ett visst socialt kapital i familjen genom modern Helena Nilsdotter Svanberg, som var syster till matematikern Jöns Svanberg. Bergman Olson började sin handelsmannabana i Torneå bara 12 år gammal men kom sedan till Stockholm innan han 1823 fick burskap i Haparanda. Några år därefter gifte han sig med Henrica Deutsch, som var dotter till provinsialläkaren Henric Deutsch i Torneå. Då var Bergman Olson förutom köpenskap även involverad i sjöfart. 
Bergman Olson kom att dela sina intressen mellan Stockholm och Norrbotten; han hade också affärer i sin hemsocken Nederkalix. År 1830 blev han delägare i Björkfors bruk i Nederkalix och från 1844 ensam ägare. Hans fartyg byggdes vid Risö varv utanför Kalix. I övrigt hade han en vittomfattande affärsverksamhet med kontor på Skeppsbron i Stockholm, där han också var bosatt. Gården Waldemarsudde på Djurgården var i familjens ägo från 1839.
Bergmans affärsverksamhet övertogs av sonen Emil  Bergman. Andra söner till Bergman Olson var hovpredikanten Carl Henrik Bergman och arkivarien Wilhelm Bergman.